# كفر حتى (جبيل)
كفر حتى هي إحدى القرى اللبنانية من قرى قضاء جبيل في محافظة جبل لبنان.